# Turmhof (Steckborn)

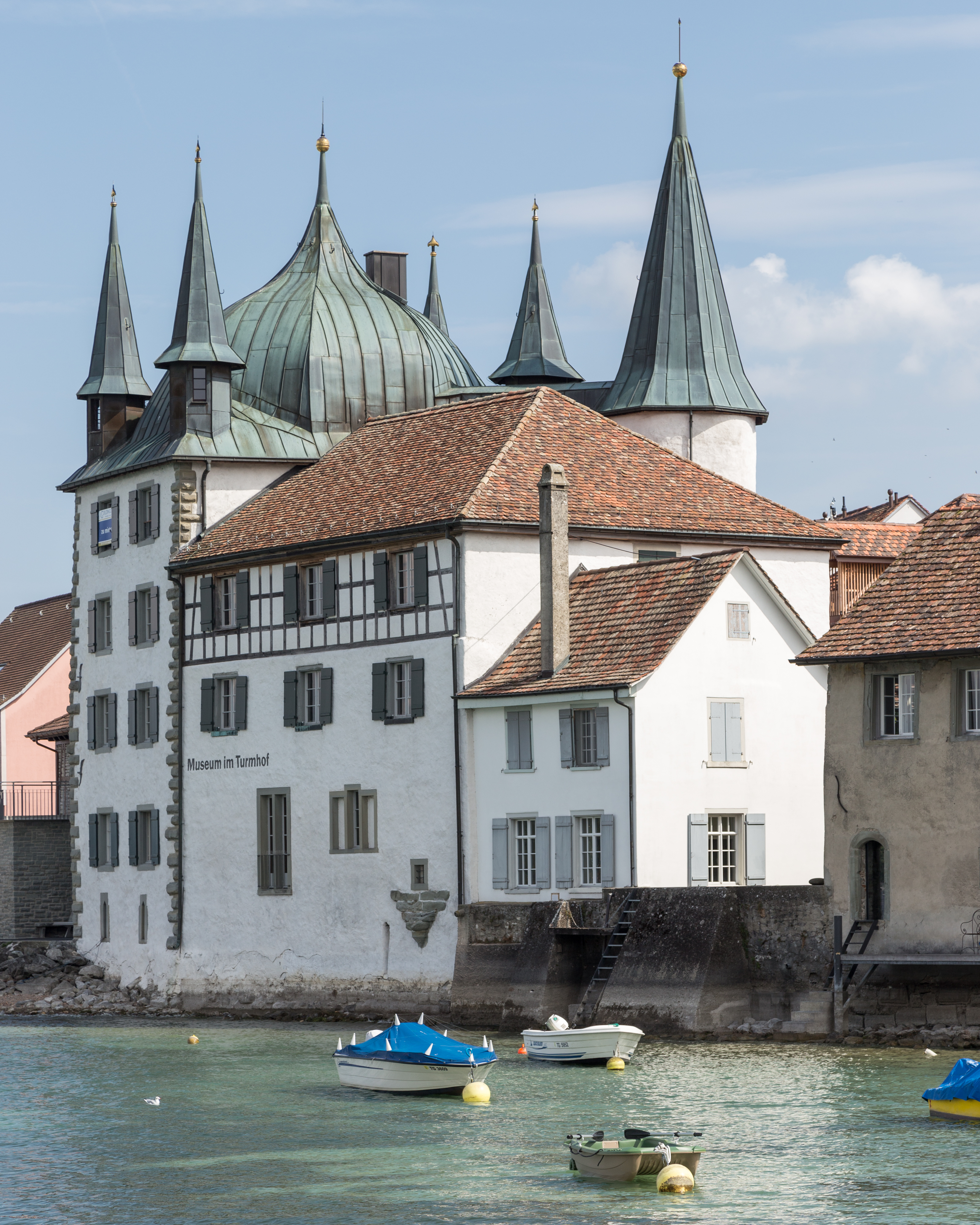
Turmhof in Steckborn, Ansicht von Westen (2018)

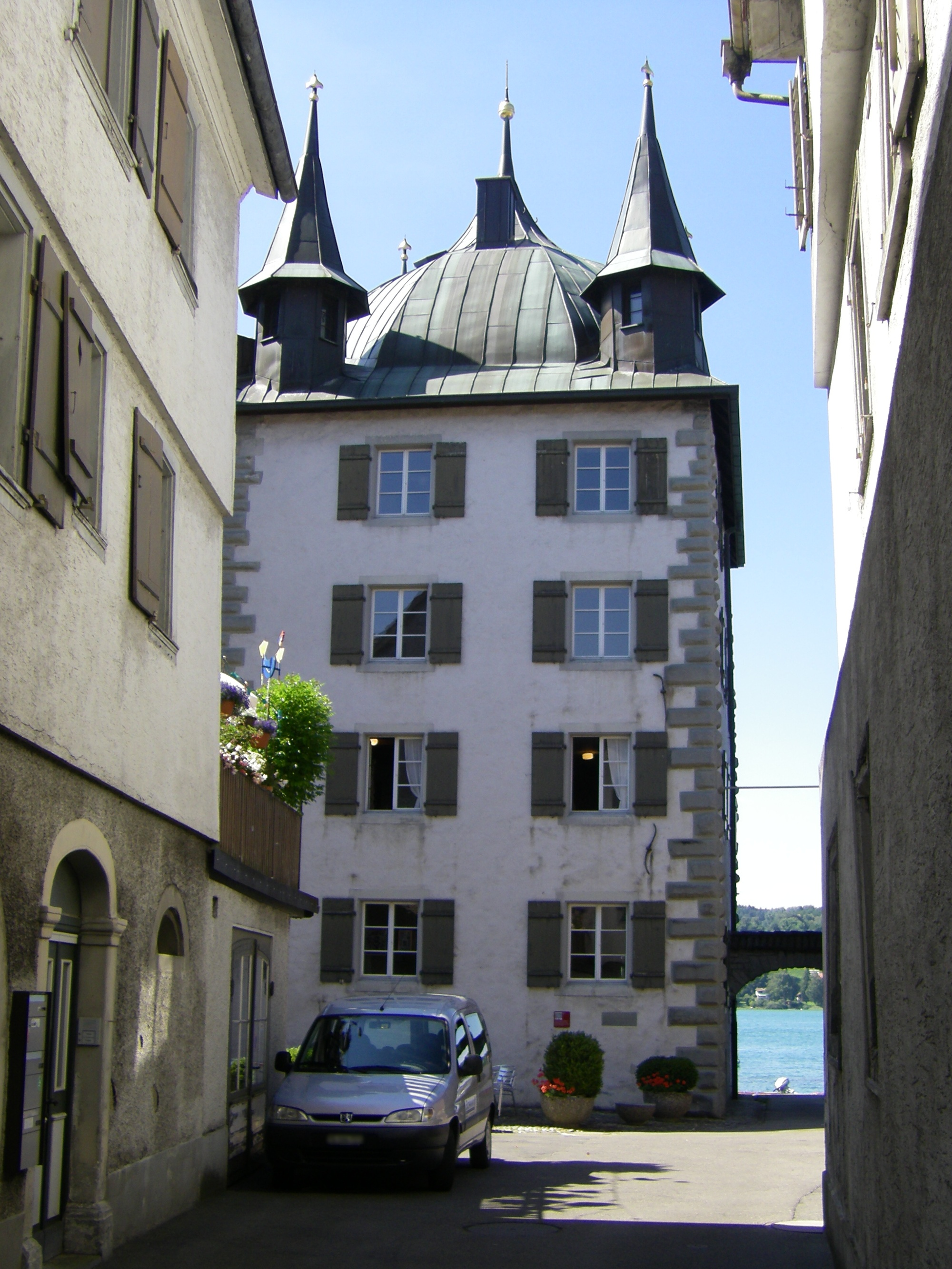
Turmhof Steckborn, Ansicht von der Seestrasse her (2008)

Der Turmhof ist ein bauliches Wahrzeichen der Schweizer Gemeinde Steckborn TG. Das historische Gebäude direkt am Untersee beherbergt das Museum im Turmhof. Er gilt als Kulturgut von nationaler Bedeutung.

## Geschichte
Der Turmhof in Steckborn wurde 1282 von Albrecht von Ramstein, Abt des Klosters Reichenau, erbaut.  Der Turm stand als Abtswohnung nicht unter der Stadtordnung; er war frei von Steuern und Zöllen und besass das Asylrecht, d. h. jeder Verbrecher oder Verfolgte, der das stets offene Tor erreichte, durfte sechs Wochen und drei Tage unbehelligt bleiben.
Urkundlich wurde das Gebäude erstmals 1371 erwähnt, als es verpfändet und an einen Konstanzer Bürger verkauft wurde. Es folgten noch viele weitere Besitzerwechsel. 1639 erwarb es die Gemeinde Steckborn und benützte die Räumlichkeiten zuerst als Armenarbeitsanstalt, dann als Schulhaus und für Armenunterkünfte. 1902 schenkte die Bürgergemeinde das Bauwerk der Evangelischen Kirchgemeinde, die es 2002 an die «Stiftung Turmhof» verkaufte.
1937 wurde das Museum unter der Leitung der Heimatvereinigung eröffnet. Im Jahre 2002 wurde mit einem Legat die «Stiftung Turmhof» gegründet, mit dem Ziel, das Anwesen zu erhalten und zu bewirtschaften. Dies führte bald zu grossen Konflikten mit dem Museum und anderen Beteiligten, wie auch den Legatgebern. Nachdem dieser Streit beigelegt werden konnte, wurde im Jahr 2017 ein Umbau mit Renovation angegangen. Im August 2018 war die Wiedereröffnung des Museums.

## Sammlung
Das Museum im Turmhof zeigt die Kultur und Geschichte des Unterseegebietes. Die Ausstellung umfasst urgeschichtliche Funde, u. a. aus dem Neolithikum (Turgi und Schanz -Steckborn und Insel Werd), der römischen Zeit (Eschenz (Tasgetium)) und der Alemannen (Ermatingen, Steckborn). Besondere Schwerpunkte bilden dabei der Steckborner Ofenbau und das Klöppeln. Daneben ist auch eine Bilderschau von Steckborner Künstlern zu sehen. Eine frühmittelalterliche Scheibenfibel, welche im Museum gezeigt wird, war 2015 auf einer Pro-Patria-Briefmarke der Schweizerischen Post abgebildet. Ein Museumskino für multimediale Videos (zu bestehenden Ausstellungen) ist im 3. Stock etabliert.

## Ausstellungen
Neben der permanenten Ausstellung finden auch immer wieder temporäre Anlässe statt, sei es zu bildenden Künstlern der Region (2010: Emanuel Labhardt, 2011: Hans Baumgartner und 2018 und 2019 Walter Viktor Bernath) oder zu geschichtlichen und kulturellen Themen mit Bezug zum Städtchen Steckborn. 2019 ist das Ausstellungsthema «Gefährlicher See» in Zusammenarbeit mit dem Rosgartenmuseum, Konstanz, zu sehen.